# Eumorpha pandorus
Eumorpha pandorus is een vlinder uit de familie pijlstaarten (Sphingidae). De spanwijdte bedraagt tussen de 82 en 115 millimeter.
De vlinder komt voor in het oostelijk en centrale deel van Noord-Amerika. De vliegtijd in het noordelijk deel van het verspreidingsgebied loopt van juni tot augustus. In het zuiden kunnen van april tot en met oktober twee generaties voorkomen.
De waardplanten zijn soorten van de geslachten Ampelopsis, Vitis en Parhenocissus.